# Jugoslavensko nogometno natjecanje za Srednjoeuropski kup 1928.
Jugoslavensko nogometno natjecanje za Srednjoeuropski kup 1928. bilo je izlučno natjecanje u organizaciji Jugoslavenskog nogometnog saveza za međunarodno natjecanje Srednjoeuropski kup 1928. Zbog Olimpijskih igara prvenstvo Jugoslavenskog nogometnog saveza 1928. nije moglo biti završeno prije zakazanog službenog početka utakmica Srednjoeuropskog kupa 1928., te je JNS na izvanrednoj sjednici donio odluku da se organizira posebno izlučno natjecanje u proljeće 1928. godine.

## Natjecateljski sustav
Prvi prijedlog natjecateljskog sustava bio je da prvaci Beogradskog, Zagrebačkog i Splitskog nogomentog podsaveza međusobnim utakmicama izluče najbolje dvije momčadi. Nakon prigovora nekih klubova Jugoslavenski nogometni savez donio je konačnu odluku da će se u Srednjoeuropski kup za sezonu 1928. plasirati pobjednik utakmice Građanski – Jugoslavija, te pobjednik utakmice u kojoj će igrati  Hajduk protiv pobjednika utakmice BSK – HAŠK.

## Rezultati
| Datum             | Mjesto  | Momčadi                                    | Rezultat |
| ----------------- | ------- | ------------------------------------------ | -------- |
| pobjednik 1       |         |                                            |          |
| 21. travnja 1928. | Zagreb  | Građanski (Zagreb) – Jugoslavija (Beograd) | 5:1      |
| pobjednik 2       |         |                                            |          |
|                   | Beograd | BSK (Beograd) – HAŠK (Zagreb)              | 2:0      |
|                   | Zagreb  | BSK (Beograd) – Hajduk (Split)             | 3:1      |

- U Srednjoeuropski kup 1928. plasirali su se Građanski i BSK